# Cortsaví
Cortsaví ([kursə'βi]; la forma oficial francesa és Corsavy) és un poble del Vallespir (Catalunya del Nord) situat al vessant meridional del massís del Canigó, a la comarca natural de l'Alt Vallespir.
El punt més alt del terme és el puig de Tres Vents, de 2.721 metres d'altitud, un dels contarforts orientals del Canigó. Destaquen l'indret espectacular de La Fou (que vol dir gorja), de 2 km de llargada, 150 m de profunditat i una amplada mínima d'1 m.
En el terme municipal hi ha el veïnat de Leca, la torre i les mines de Vetera.

## Etimologia
En el seu Onomasticon Cataloniae, Joan Coromines explica que l'origen de Cortsaví, o Corsaví, com escriu Coromines, és el mot baix llatí cōrte (casa rústica senyorial o, per extensió, població), que procedeix del llatí clàssic cohors/cohortis (recinte, corral). La presència de la t és, per tant, per raons etimològiques.

## Geografia

Situació de la comuna de Cortsaví en el Vallespir

### Localització i característiques generals del terme
El terme comunal de Cortsaví, de 470.200 hectàrees d'extensió, està situat a la zona nord-occidental de la comarca del Vallespir, prop de la zona central. És íntegrament a l'esquerra del Tec, en els contraforts sud-orientals del Canigó, i meridionals del Puig de l'Estela. El terme de Cortsaví s'aproxima molt al cim del Canigó, però no hi arriba del tot: el Puig del Roc Negre, a uns 2 quilòmetres en línia recta al sud-est del Canigó és, amb 2.666,9 metres d'altitud, el contrafort d'aquesta muntanya on arriba el terme de Cortsaví. No és, però aquest cim el punt més elevat de la comuna de Cortsaví, sinó el Puig dels Tres Vents, o de Tretzevents, que assoleix els 2.731 m alt. El punt més baix és als 455,6 m alt, a l'extrem sud-est del terme, a prop de les Gorges de la Fou, al triterme amb Arles i Montferrer. El poble de Cortsaví és a 777.
La major part del terme es vertebra en la vall alta del Riuferrer, fins que aquest riu entra en el veí terme d'Arles. Juntament amb el Riuferrer, del sector nord del terme davallen la Ribereta, el Còrrec de les Forques i el Còrrec de la Descàrrega, que en el seu darrer tram separa els termes de Cortsaví i d'Arles.
| Castell de Vernet | Vallmanya / La Bastida | Sant Marçal Teulís |
| El Tec            |                        | Montboló Arles     |
|                   | Montferrer             |                    |

### El poble de Cortsaví

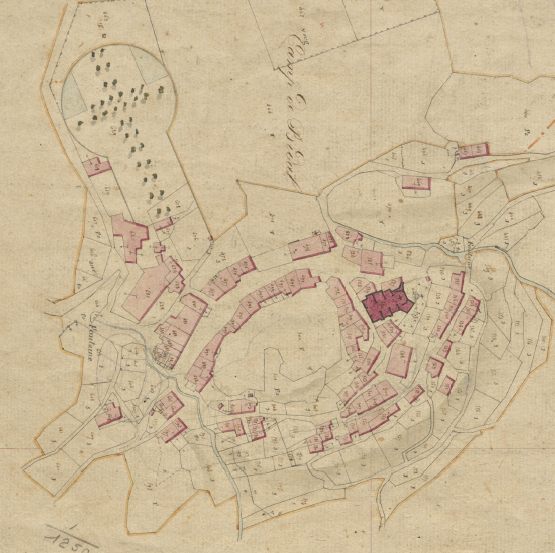
Cortsaví en el Cadastre napoleònic del 1812 (Arxius Departamentals dels Pirineus Orientals)

Situat en el centre del terç sud-oriental del terme, a la zona menys muntanyosa, el poble de Cortsaví, antigament anomenat també la Baronia o el Feu, està situat en el vessant meridional de la carena que separa la vall del Riuferrer de la del Còrrec de la Coma de l'Obra; aquest darrer és el que, just al límit dels termes de Cortsaví i de Montferrer, obre les Gorges de la Fou, compartides per les dues comunes esmentades.

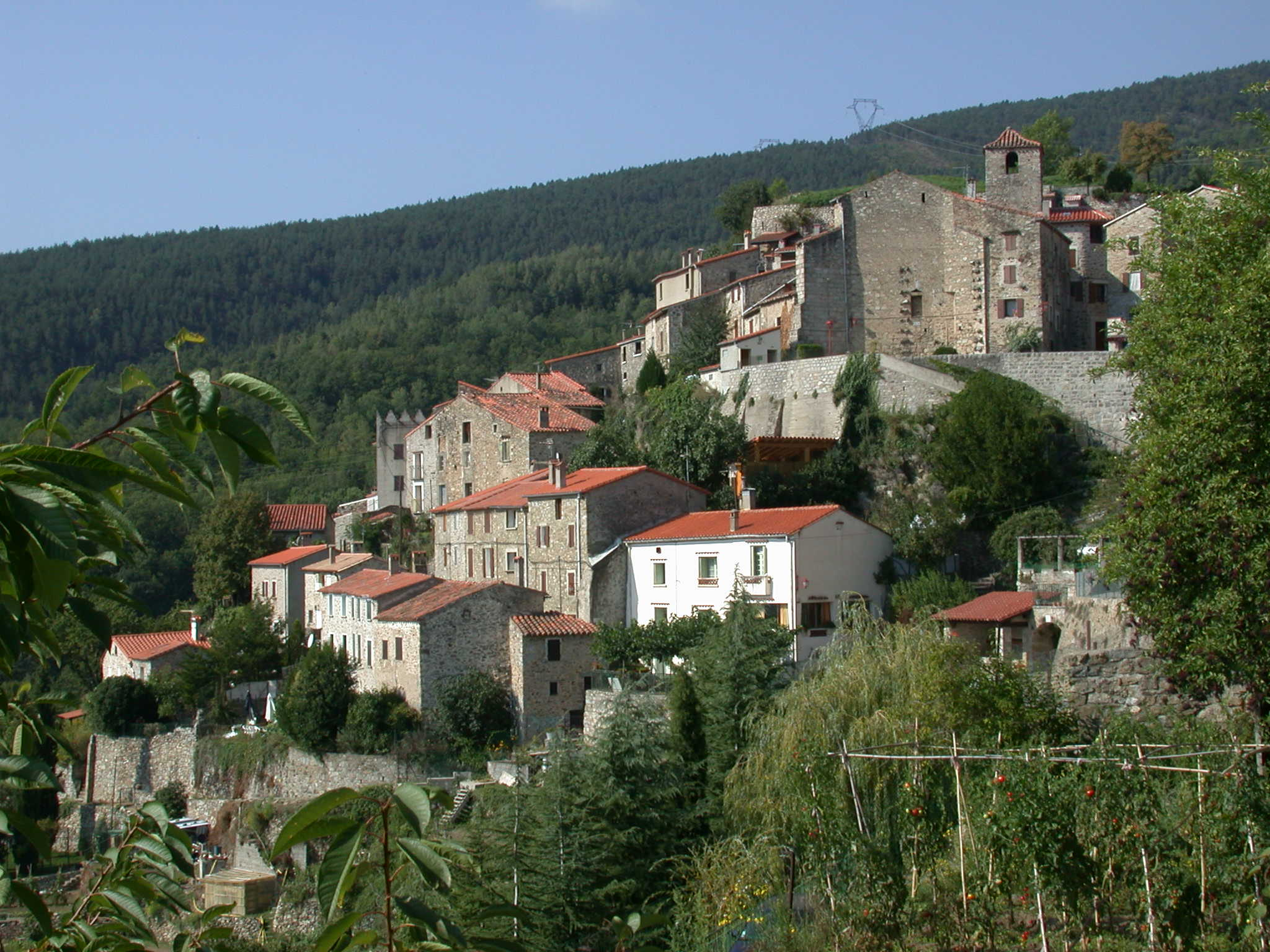
Vista del poble des de llevant

És un poble d'hàbitat bàsicament dispers, amb dos barris primigenis organitzats a l'entorn del turó on es trobava el Castell de Cortsaví. El Barri d'Amunt i el Barri d'Avall, aquests dos barris dels quals sorgí el poble, es troben a l'església parroquial de Sant Jaume de Cortsaví i el seu cementiri (actualment desaparegut); situada al nord-est del poble, que té planta de ferradura, aproximadament: el Barri d'Amunt s'estén a l'oest de l'església, mentre que el Barri d'Avall ho fa al seu sud-oest. El cementiri actual és en un lloc proper, al nord-est del poble, amb capella pròpia.
El poble de Cortsaví, molts anys amb poc creixement demogràfic, s'ha ampliat modernament a partir de les urbanitzacions que s'hi han creat, principalment les Chantevents, al nord del poble, i el Mas de la Castanyeda, a llevant seu.

### La Torre de Cortsaví

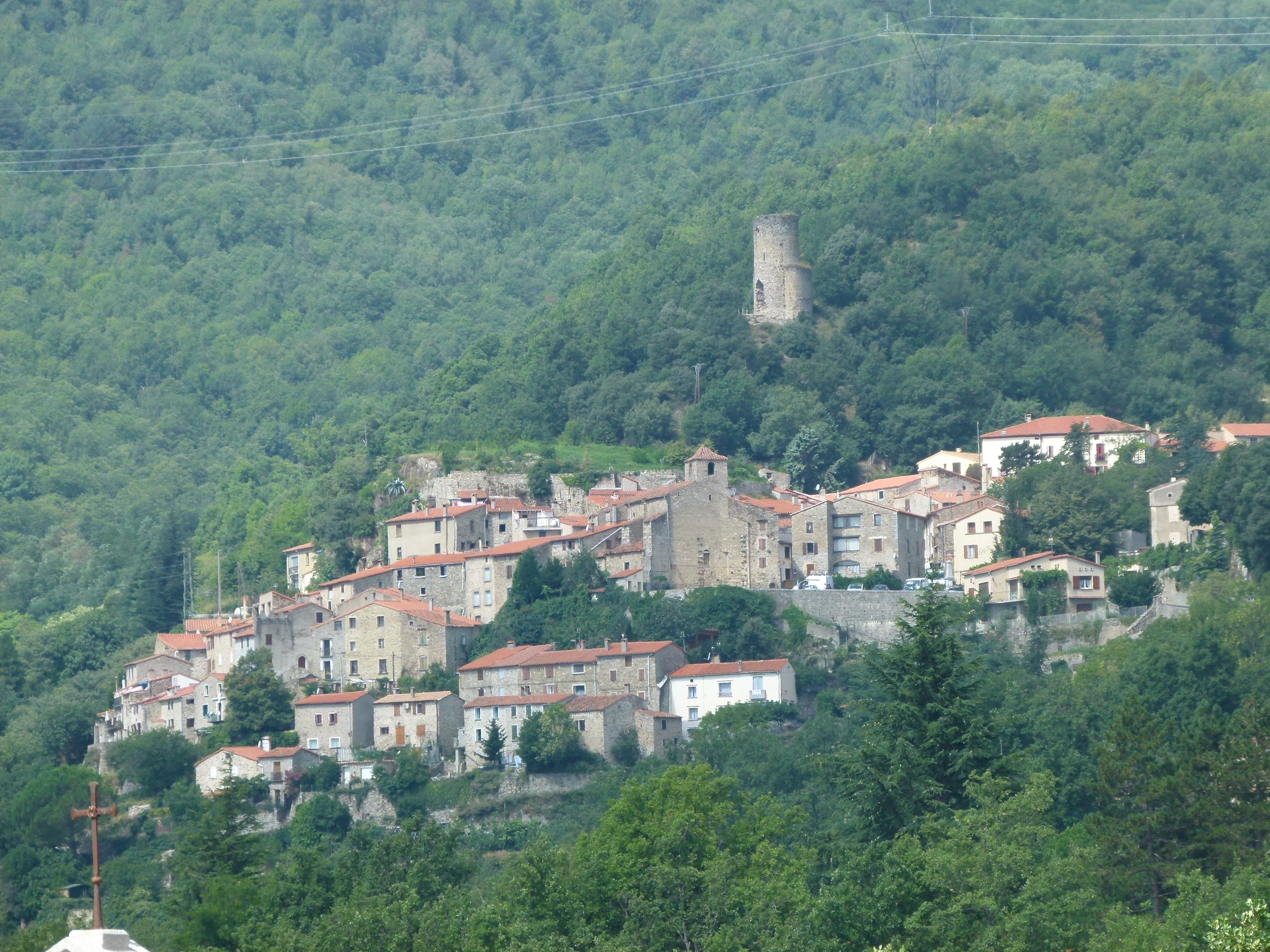
La torre, damunt del poble

Dalt d'un turó a poca distància del poble es troba la Torre de Cortsaví, del segle xiii. És una bella torre cilíndrica que servia de reforç de les defenses del castell.

### Leca

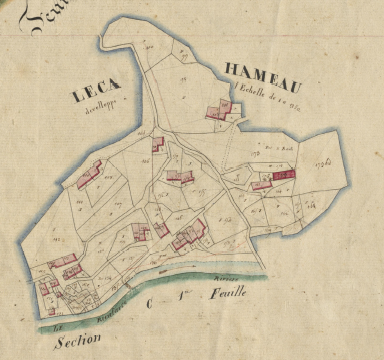
Leca en el Cadastre napoleònic del 1812 (ADPO)

Leca és un veïnat d'hàbitat dispers situat molt a ponent del poble, a la vall del Riuferrer, al sud de les Roques Negres. Leca tenia església pròpia, ara desafectada. Abans del 1800 depenia de Montferrer, però en aquella data fou agregat a Cortsaví.

### Sant Martí de Cortsaví
L'església de Sant Martí de Cortsaví, antiga parroquial, romànica, està situada a una certa distància a llevant del poble, més a l'est de la urbanització del Mas de la Castanyeda.

### Sant Miquel de Cortsaví
L'antiga cel·la monàstica de Sant Miquel de Cortsaví era una dependència de Santa Maria d'Arles situada en territori de Costoja.

### Vetera
La mina, o meners, de Vetera és a la zona nord del terme, en el vessant meridional del Puig de l'Estela. De fet, és el subsòl d'aquest puig el que està perforat per les mines de Vetera i les altres mines dels entorns, algunes d'elles en els altres vessants d'aquesta muntanya.

### Torre del Coll de la Porta, o de Vetera

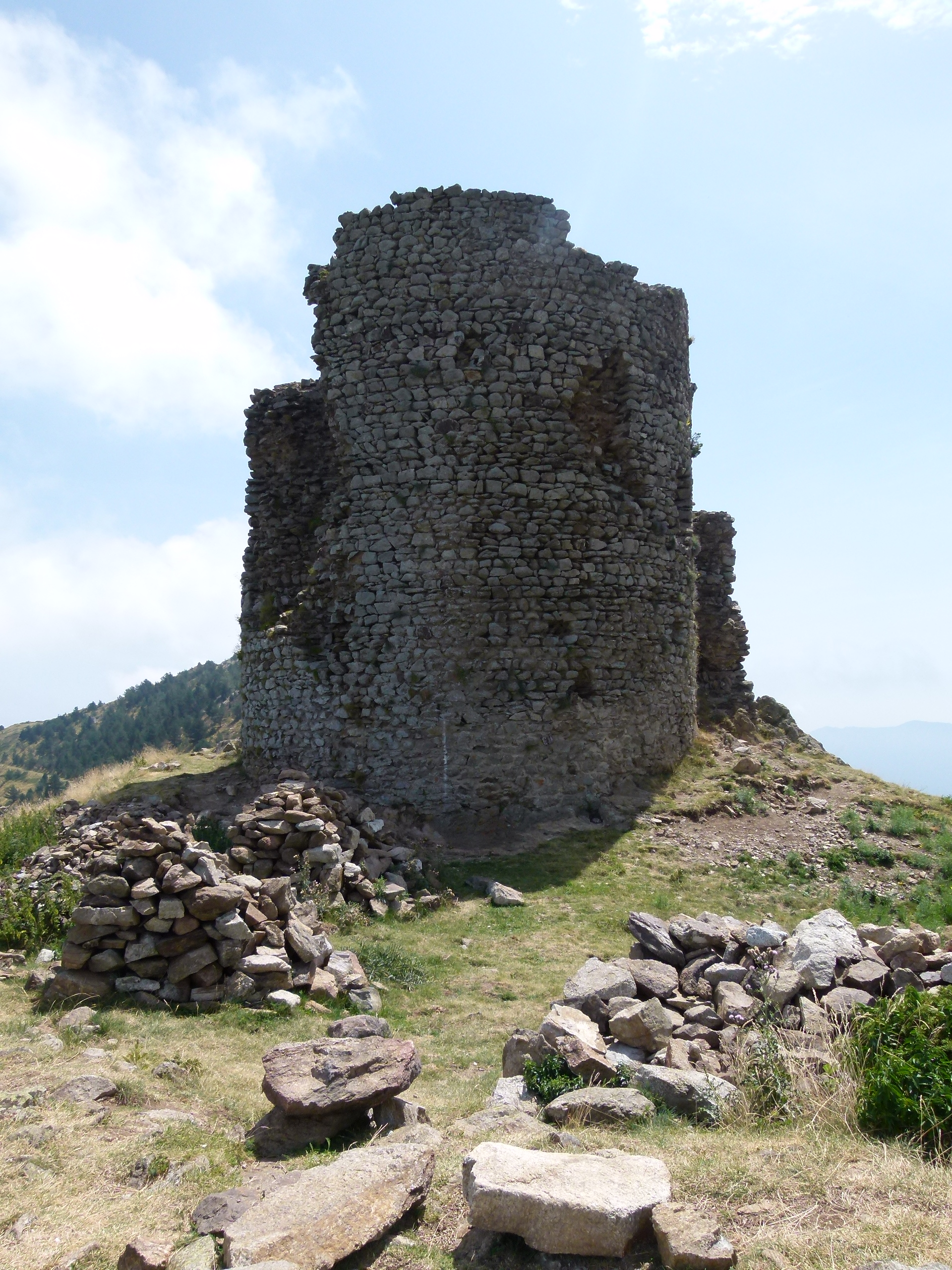
La Torre de Vetera, costat oest

La Torre de Vetera, o del Coll de la Porta, està situada a l'extrem nord del terme cortsavirenc. La torre és, estrictament, dins del terme de Cortsaví, però a ran del de Sant Marçal i molt a prop del triterme amb la Bastida.

### Els dòlmens del terme
En el terme de Cortsaví hi ha tres dòlmens: els dos, contigus, anomenats Cova d'en Rotllan i el Dolmen de la Caseta.

### Els masos del terme
Cortsaví conserva bastants construccions disperses al llarg i ample del terme, alguns d'ells recentment recuperats i restaurats per nouvinguts del nord (de França i de més enllà): les Balmes, la Barraca del Faig, els Bigorrats de Baix, o Can Bigorrat, els Bigorrats de Dalt, la Cabana dels Forquets, la Cabana del Còrrec del Capellà, la Cabana del Bac de la Descarga, la Cabana Forestal de la Devesa, Can Daina, Can Dobla, Can Gallard, Can Garriga, Can Jepó, Can Pinós, Can Robert, Can Vallmanya, Can Vilafort, la Casa Nova, la Casassa, la Caseta, el Casot, el Comó, o Mas del Comó, el Cortal de l'Abeurador Gros, el Cortal de la Pagesa, el Cortal del Bac del Molí Vell, el Cortal del Molí Vell, el Cortal de l'Eloi, el Cortal de l'Erol, el Cortal del Mas, el Cortal d'en Batlle, el Cortal d'en Pinós, el Cortal d'en Vilafort, les Garrigues, el Güell, el Güell de Baix, el Güell de Dalt, el Mas de l'Andreu, o, simplement, l'Andreu, el Mas de Leca, el Mas de l'Om, el Mas de Madaloc de Baix, el Molí Vell, la Noguereda, el Puig, el Refugi dels Bigorrats, la Telleda, la Torre d'Anglars, o d'en Glaç, el Tuire i Vilalta.
Són en ruïnes Vetera i la Torre de Vetera, Can Vaca, o Can Vaquer, la Casa del Bac, el Cortal del Mas de l'Om, el Cortal Triador, o del Triador, la Farga, o Farga d'en Ponç, o Farga de Leca, Gausac o Gosac, abans Mas Gausac, el Mas del Freixe, abans Arlelles, el Mas Nou, el Mas Ventós, el Molí d'en Meler, la Solaneta, abans Cal Veí i la Torre. Són desapareguts i, per tant, noms antics, Can Fontdecava, Can Peiró, Can Vilaloi, el Cortal d'en Figueres, un segon Cortal d'en Figueres, o del Pont d'en Clot, el Cortal d'en Fontdecava, el Cortal d'en Rossinyol, el Cortal d'en Vidalet, el Cortal Pallarès, el Mas del Riu, el Mas del Roig, el Molí de l'Arís, el Molí d'en Peiró, el Molí d'en Vidalet, o de Can Daina, el Molí d'en Vilafort, el Pont d'en Clot i el Puig de Dalt.

### Hidrologia

#### Cursos d'aigua
El terme de Cortsaví té com a principal eix fluvial el Riuferrer, que neix en terme contsavirenc, però té tot el seu curs bais dins del veí terme d'Arles. La major part del terme s'hi articula a l'entorn, però alguns còrrecs de la zona sud davallen cap al terme veí de Montferrer (còrrecs del Reart i del Capellà), o formen la Fou, que en el seu tram final obre enmig de les roques les Gorges de la Fou, quan han esdevingut un dels principals atractius turístics vallespirencs, els darrers anys. La Fou, que marca una vall a tota la zona sud-oriental del terme cortsavirenc, aflueix directament en el Tec dins del terme de Montferrer. Formen la Fou el Rec de Peu Joan i els còrrecs del Pla de Comes, de Madaloc, del Pas de l'Avet, de l'Ajaguda, de les Guilles (els dos darrers neixen en el veí terme de Montferrer), de les Boixeres, de Roca Corba, de la Roureda i de la Coma de l'Obra; ja al capdavall del seu curs per Cortsaví, sota les Gorges de la Fou, rep el còrrec de la Font d'en Telleda.
El Riuferrer, o riu Ferrer, té la capçalera que ocupa tota la zona oest del terme de Cortsaví. És una conca del Massís del Canigó delimitada al sud-oest per la Serra de la Comalada i la Serra de la Devesa de Vallbona, amb el Puig dels Tres Vents, al nord-oest per la Serra del Roc Negre, sota mateix del Canigó, amb la Portella de Leca i el Puig del Roc Negre, al nord pel Serrat del Pla de les Eugues, i al nord-est per la Serra de la Gallinassa, amb el Pic Gallinàs i el Cinc Creus, tots ells contraforts del Canigó. Dins d'aquesta conca, el Riuferrer es forma a l'indret conegut com el Faig, on conflueixen els còrrecs de la Jaça dels Tres Vents, de la Jaça d'en Marc, dels Tres Vents, de la Llosella (dos de propers amb el mateix nom), del Roc Negre, dels Forquets, de l'Ós, de la Jaça d'Arles i de la Coma d'Arles. Un cop ja com a Riuferrer, just al nord de la Barraca del Faig, aquest riu davalla cap al sud-est, amb les sinuositats característiques dels rius de muntanya, rep les afluències del Còrrec del Bac de la Rabassa, del de la Rabassa, del de la Baga Rància i els còrrecs del Bac de la Cova dels Pors (per la dreta), i del de les Dous, del del Pla de les Eugues i del del Grevolar del Faig, per l'esquerra. Sempre cap al sud-est, formant alguns meandres ben marcats, rep per la dreta el Còrrec de Cortal Triador, amb el de la Font de l'Estanyol i el de la Devesa, i per l'esquerra el Còrrec de Can Daula. Just abans d'arribar a Leca, rep encara per la dreta el Còrrec del Prat de Cervall, amb els de la Xalada, o Eixalada, de la Pinoseta i de la Moixavera, i per l'esquerra el del Mas.
Just a Leca hi arriben per l'esquerra el Còrrec de Cal Peirer i per la dreta el de la Cardovera. Aigües avall continua rebent d'altres còrrecs: de Can Robert, de la Casa del Bac, i, per l'esquerra, la Ribereta. La Ribereta, juntament amb el Còrrec de les Forques, i, més avall, la Ribera del Freixe, antigament Ribera d'Arlelles, formen tot el sector nord del terme, en els vessants meridionals del Puig de l'Estela. La Ribereta reculls els còrrecs de la Balmeta, de la Sorda, de les Canals i del Cabrer. El Còrrec de les Forques hi aporta els còrrecs de la Coma de l'Ordiar, dels Forquets (diferent de l'anterior amb el mateix nom) i de les Creus. Finalment, la Ribera del Freixe, que en el seu tram final fa de límit comunal amb Arles, reuneix els còrrecs de Grillades, del Collet del Pei, de l'Abeurador Gros, dels Moixats, de l'Avellanosa, de la Fila, del Bac, de la Descàrrega, del Coll Bufador, del Camp de l'Ullar i dels Barbols. En el tram final del Riuferrer, al nord del poble de Cortsaví i en el tram on rep els torrents esmentats anteriorment en aquest mateix paràgraf, hi aflueixen encara els còrrecs de la Farga, el de la Creu Llarga, el de la Guardiola, el de la Font de Can Dobla, el de la Font del Quer Negre, el de la Font del Serraller, el de Coma Llagosa, el del Mas de l'Andreu, el del Mas del Comó, el del Güell de Baix, el de la Font del Pinyoc i el de la Castanyeda de la Castella; els tres darrers s'aboquen en el Riuferrer ja dins del terme d'Arles.

### Orografia

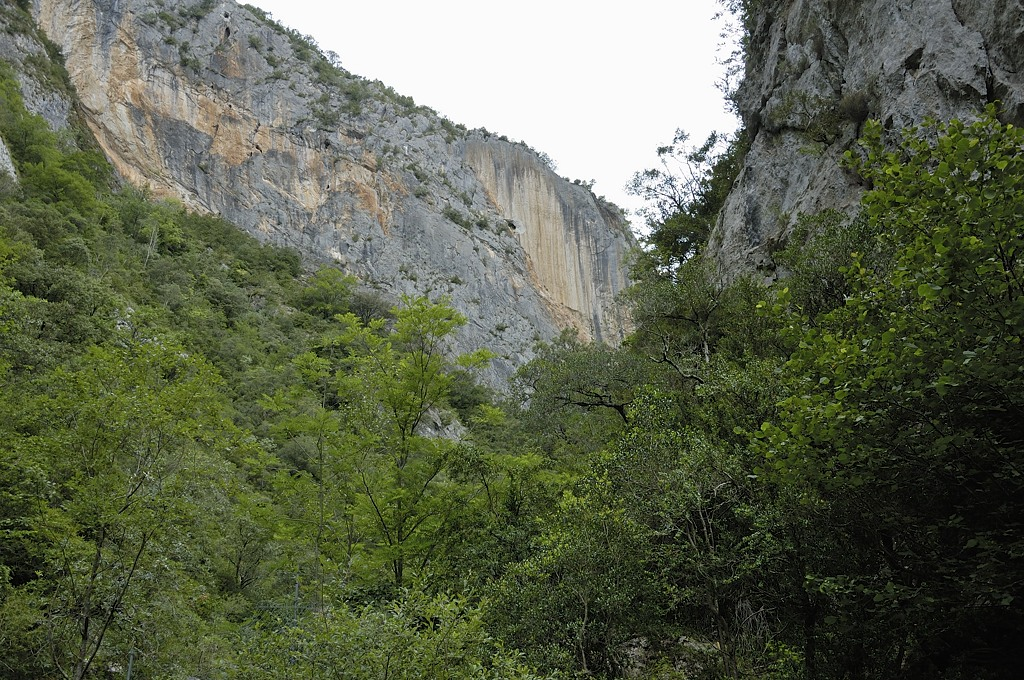
El congost, o gorja, de la Fou

### Evolució de la població

Població 1962-2008

### Adscripció cantonal

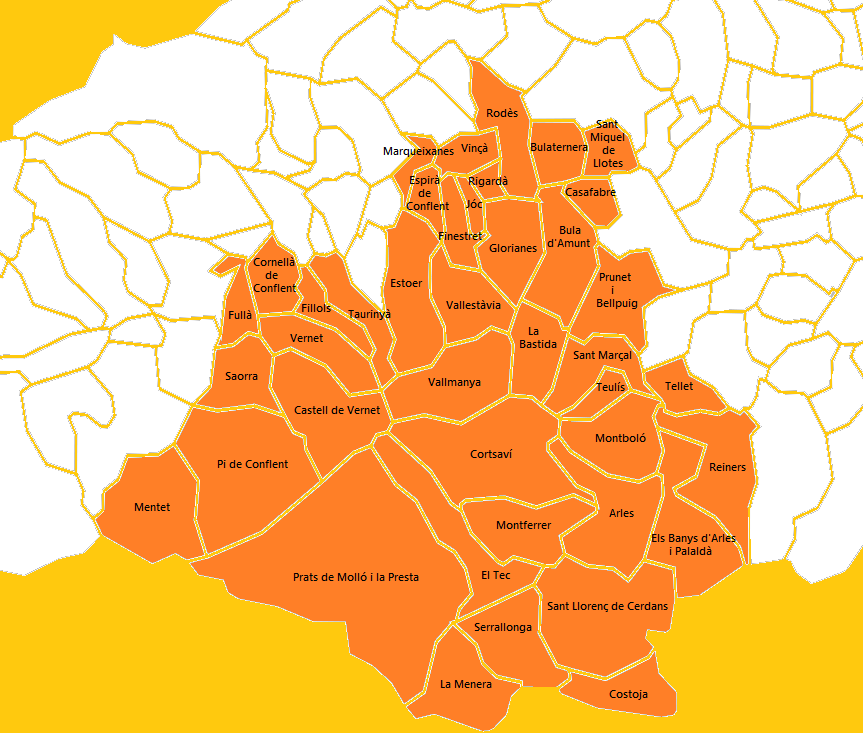
Mapa del Cantó del Canigó